# モンガラカワハギ属
モンガラカワハギ属（Balistoides）は、フグ目モンガラカワハギ科に分類される魚類の属の一つ。インド洋や西太平洋の熱帯海域のサンゴ礁に分布する。

## 種
2013年現在、モンガラカワハギ属は、2種:
- モンガラカワハギ Balistoides conspicillum (Bloch & J. G. Schneider, 1801) (Clown triggerfish)
- ゴマモンガラ Balistoides viridescens (Bloch & J. G. Schneider, 1801) (Titan triggerfish)